# Bill Rodgers
Bill Rodgers Hartford (Connecticut), Estados Unidos, 23 de diciembre de 1947) es un deportista estadounidense retirado, especializado en carreras de fondo. Ganó la maratón de Nueva York en cuatro ocasiones consecutivas (1976-79) y la maratón de Boston también en otras cuatro ocasiones.
También ganó otras muchas maratones como la de Ámsterdam, Filadelfia o Montreal.